# Амбарцумов, Евгений Аршакович
Евге́ний Арша́кович Амбарцу́мов (19 августа 1929, Москва — 9 марта 2010, там же) — советский и российский политик, политолог, дипломат и историк армянского происхождения. народный депутат РСФСР (1990—1993), депутат Государственной думы России первого созыва (1994), посол РФ в Мексике (1994—1999). Кандидат исторических наук.

## Биография
Племянник священномученика протоиерея Владимира Амбарцумовича Амбарцумова.
Окончил Московский государственный институт международных отношений (МГИМО, 1951) и аспирантуру там же (1954), защитил кандидатскую диссертацию «Советско-финская война 1939/40 г.г. и провал антисоветских планов империалистических держав».
В 1954—1956 годах — редактор журнала «Новое время».
В 1956—1959 годах — старший научный сотрудник Института мировой экономики и международных отношений АН СССР.
В 1959—1963 годах — редактор журнала «Проблемы мира и социализма» (Чехословакия, Прага).
С 1963 года работал в различных институтах в системе АН СССР: заместитель директора Института международного рабочего движения, заведующий сектором Института конкретных социальных исследований, заведующий сектором, отделом Института экономики мировой социалистической системы.
В 1984 году журнал «Вопросы истории» опубликовал его статью «Анализ В. И. Лениным причин кризиса 1921 г. и путей выхода из него», в которой анализировались причины кризисов в социалистических странах, а также ситуация в СССР. Автор видел их основную причину — начиная с 1921, когда Ленин искал выхода в НЭПе, — в кризисе власти, совершающей ошибки или даже сознательно действующей вразрез с интересами населения. 
В статье Амбарцумов предлагал вернуться к НЭПу.
Точка зрения Амбарцумова был подвергнута резкой критике в журнале «Коммунист» — официальном теоретическом органе ЦК КПСС — в котором было отвергнуто само понятие «кризис при социализме», а причиной кризисных явлений назывались действия «правооппортунистических элементов», поддерживаемых обычно «международным капиталом».
Свидетельствует Анатолий Черняев: 
В марте [1984] Амбарцумов принес мне статью о Ленине и кризисе 1921 года. Попросил порекомендовать в «Вопросы истории». Статья — блестящая, свежая, умная и вся построена на ленинских мыслях. Но в ней и намеки на кризисы в Венгрии, Чехословакии, Польше и как их по-ленински преодолевать. Трухановский меня, конечно, послушался и дал статью в ленинский, апрельский номер.
А в сентябре (или августе) статью прочли в Варшаве. Заинтересовались ею сначала «ревизионисты». Нашли в ней поддержку своей линии. Дошло до Ярузельского. Он тоже одобрил и разослал аннотацию по Политбюро. Потом — хвалебная рецензия в «Трибуне люду». Этого было достаточно, чтобы статью начали читать в аппарате ЦК. Не знаю уж кто первый «стукнул», скорее всего Отдел соцстран, но последовало указание Зимянина ИМЭЛ'у — дать разгромный отзыв. Было исполнено. Потом — записка отделов науки и пропаганды… И вот сегодня в папке материалов по редколлегии «Коммунист» (где я тоже состою) я получил совершенно заушательскую погромную статью Бугаева, где и Амбарцумова, и редакцию «Вопросов истории» обвиняют в извращении ленинизма и т. п. <...>
Статья Бугаева вышла в № 14 «Коммуниста» [за 1984]. Перечитал. Конечно, вопреки обещанному Косолапов там ничего не смягчил и не изменил. <...>
Статью Амбарцумова, которую никто не заметил, когда она появилась, теперь читают все нарасхват: от академиков до студентов. И почти нет данных, чтобы кто-нибудь похвалил Бугаева. Вот чего достиг наш главный идеолог и марксист-ленинец т. Зимянин этой своей акцией.
Один из «прорабов перестройки», колумнист газеты «Московские новости».
В 1988 году Амбарцумов был одним из авторов сборника «Иного не дано», в котором были опубликованы статьи сторонников радикализации перестройки и большей демократизации советского общества.

## Политик
Член КПСС до 1991 года.
В 1990 году избран народным депутатом РСФСР по Тушинскому одномандатному округу № 53 (Москва). Член Комитета Верховного Совета по межреспубликанским отношениям, региональной политике и сотрудничеству. Заместитель председателя Комитета, в 1992—1993 годах — председатель Комитета Верховного совета по международным делам и внешнеэкономическим связям. Член Конституционной комиссии. В качестве заместителя председателя Комитета высказывал жесткую критику руководства МИД, настаивая на необходимости большего участия Верховного совета в кадровых назначениях и определении курса внешней политики.

В ноябре 1990 года потребовал отставки Горбачёва: 
Вчера в «Московских новостях» Амбарцумов, Быков, Адамович, Карякин, Афанасьев, Гельман и еще дюжина таких же, кого Горбачев в свое время обласкал, привлек, хвалил, защищал и выдвигал, выступили с обращением к народу и президенту и предложили ему уйти в отставку. Горбачев огорчен был этим больше, чем чем-либо другим в эти дни. Увидел в этом личное предательство.
Входил во фракцию «Демократическая Россия», в объединенную парламентскую фракцию Социал-Демократической и Республиканской партий России; в 1992 году — один из создателей новой депутатской группы «Родина»; член фракции «Согласие ради прогресса».
С 18 ноября 1991 года — член Совета Российского общественно-политического центра.
С 20 мая 1992 года — член Государственной комиссии по подготовке официального визита делегации Российской Федерации на высшем уровне в Японию.
В апреле 1992 года подверг резкой критике подписанное министрами иностранных дел России, Молдовы и Румынии соглашение об урегулировании положения в Приднестровье в связи с тем, что в участию в переговорах не была приглашена делегация Приднестровья.
В мае 1992 года вошёл во внефракционную группу «Реформа», осенью стал членом созданной на основе группы фракции «Согласие ради прогресса» (координатор фракции — Виктор Шейнис).
После обнародования в 1992 году документов о политических решениях в связи с передачей Крыма в советское время от РСФСР к УССР, Амбарцумов выступил «одним из самых яростных критиков» того решения, как отмечают, в одном из интервью он даже провел следующую параллель: «Это можно сравнить с секретным пактом между Гитлером и Сталиным 1939 года».
С 8 сентября 1993 года — член рабочей группы Конституционной комиссии по рассмотрению проекта Конституции Российской Федерации, одобренного Конституционным совещанием, и подготовке предложений по выработке единого согласованного проекта Конституции Российской Федерации.
С февраля 1993 года — член Президентского совета. В 1993 году — член комиссии законодательных предположений при Президенте Российской Федерации.
В 1993 году был избран депутатом Государственной думы первого созыва по списку блока «Яблоко», входил во фракцию «Яблоко», был членом Комитета по международным делам; в связи с переходом на дипломатическую работу сложил депутатские полномочия в 1994 году.
С 24 мая 1994 по 27 августа 1999 года — чрезвычайный и полномочный посол Российской Федерации в Мексиканских Соединённых Штатах.
С 22 мая 1995 по 27 августа 1999 года — чрезвычайный и полномочный посол Российской Федерации в Белизе по совместительству.
Дипломатический ранг — чрезвычайный и полномочный посол (22 мая 1995).
Владел английским, французским, немецким, итальянским и испанским языками.
Умер в 2010 году. Похоронен на Введенском кладбище (3 уч.).

## Основные работы
- Советско-финляндские отношения. — М.: Госполитиздат, 1956.
- Борьба пролетариата в странах развитого капитализма. М.: «Знание», 1966.
- Вверх, к вершине. Ленин и путь к социализму. М.: Молодая гвардия, 1974.
- Ленин и путь к социализму. — М.: Молодая гвардия, 1982.
- Германская демократическая республика. М., 1983 (редактор)
- Анализ В. И. Лениным причин кризиса 1921 г. и путей выхода из него. // «Вопросы истории», № 4, 1984.
- О путях совершенствования политической системы социализма. // Иного не дано. М., 1988.
- Социализм: прошлое и настоящее / АН СССР, Институт международных экономических и политических исследований. М., 1990 (ответственный редактор и соавтор).

## Награды
- Медаль «Защитнику свободной России» (22 августа 2001) — за исполнение гражданского долга при защите демократии и конституционного строя 19 — 21 августа 1991 года[14]